# Вязка (река)
Вязка — река в России, протекает в Тамбовской области. Правый приток реки Кашма.

## География
Река Вязка берёт начало у деревни Родимая. Течёт в западном направлении. В низовьях русло реки спрямлено каналом. Устье реки находится в 24 км по правому берегу реки Кашма. Длина реки составляет 24 км.

## Данные водного реестра
По данным государственного водного реестра России относится к Окскому бассейновому округу, водохозяйственный участок реки — Цна от города Тамбов и до устья, речной подбассейн реки — Мокша. Речной бассейн реки — Ока.
Код объекта в государственном водном реестре — 09010200312110000029362.